# Carrhotus singularis
Carrhotus singularis là một loài nhện trong họ Salticidae.
Loài này thuộc chi Carrhotus. Carrhotus singularis được Eugène Simon miêu tả năm 1902.